# Casimir II de Zator

Casimir II de Zator (polonais : Kazimierz II Zatorski; né vers 1450 – 8 janvier/7 juillet 1490, fut un duc de Zator pendant la période 1468–1474 conjointement avec ses frères comme corégents, il règne ensuite sur 1/2 de Zator de 1474 jusqu'à sa mort avec son frère comme corégent de 1474 à 1487.

## Biographie
Casimir II est le fils ainé du duc Venceslas Ier de Zator et de son épouse  Maria, fille d'Urban Kopczowski, u noble originaire du duché de Siewierz. Après la mort de son père vers 1468, Casimir II et ses jeunes frères 
Venceslas II, Jean V et Władysław héritent conjointement du duché de Zator comme ses deux derniers frères sont encore mineurs Casimir II et Venceslas II règne sur le duché mais le gouvernement est en réalité assuré par Casimir II.
En 1474, sous la pression de ses cadets, Casimir II accepte de diviser le duché en deux parties : de chaque côté de la frontière naturelle constituée par la rivière Sakwa la capitale restant commune comme l'usage du château de Zator. Casimir II et son frère Venceslas II prennent la partie est du domaine ducal de Zator. Trois ans plus tard en 1477, les frères concluent un traité de succession mutuelle entre eux.
Casimir II maintient des relations étroites avec le roi Casimir IV de Pologne, qui est son suzerain. Les bonnes relations avec la Pologne s'exprime également par le soutien financier de Cracovie. En dépit de ces excellentes relations avec le royaume de Pologne, après la mort de son frère Venceslas II en 1487, Casimir II doit se mettre à l'abri des  prétentions du duc Jean V de Ratibor. Seules les menaces proférées par le roi Casimir IV au duc de  Racibórz, épargnent des pertes territoriales  à Casimir II.
Casimir II meurt en 1490 sans que l'on connaisse la date exacte entre le 8 janvier et le 7 juillet et il est inhumé dans l'église de Marie de Cracovie, qu'il avait doté financièrement. Selon les termes du traité de  1477, ses domaines reviennent à son frère Jean V, qui réunifie le duché de Zator sous son gouvernement.

## Union et postérité
Vers le 12 août 1482, Casimir II épouse Margueritte (1450 – 4 janvier/28 juillet 1508), fille du duc Nicholas V de Krnov. ils ont un fils unique:
- Bolko (né après le 24 juillet 1489 – avant le 21 septembre 1494).